# Desaparición de Maddy Scott
Madison "Maddy" Geraldine Scott fue una joven canadiense que desapareció el sábado 28 de mayo de 2011, después de una fiesta de cumpleaños a la que asistió en Hogsback Lake, a 25 kilómetros al sureste de Vanderhoof, Columbia Británica. Scott planeaba pasar la noche acampando con una amiga, pero se produjo una pelea entre la amiga y algunos asistentes a la fiesta, después de lo cual la amiga decidió abandonar la fiesta con su nuevo novio. Algunas de las últimas personas que se fueron tres horas después, entre las 3 a. m. y las 4 a. m., dijeron que preguntaron a Maddy si quería que la llevaran a casa. Esta fue la última vez que alguien dijo haber hablado con ella.
El 29 de mayo de 2023, un día después del duodécimo aniversario de su desaparición, la Real Policía Montada del Canadá hizo público el hallazgo de sus restos a principios de mes.

## Antecedentes
Maddy Scott nació del matrimonio formado por Eldon y Dawn Scott el 29 de abril de 1991; era la hermana menor de Ben y la hermana mayor de Georgia. Le gustaba andar en bicicleta, montar a caballo, los deportes de equipo y salir con sus amigos. Scott trabajaba como aprendiz de mecánico de maquinaria pesada con su padre en MBG Logging. Su hermano la describió como alguien que estaba tan cómoda con un vestido como con un mono de trabajo.

### Personalidad
Se describe que Scott tenía una personalidad vivaz, amante de la diversión, lúdica y social, y que a menudo hacía cosas sin haberlas previsto. A menudo rompía compromisos si pensaba que había algo que era más divertido. Por ejemplo, rompió un compromiso con su prima, Cora Kelly, con un día de anticipación para ir a la fiesta en Hogsback Lake. Aun así, se considera completamente fuera de su personalidad el no tener ningún contacto con familiares y amigos en mucho tiempo. A Scott también le encantaba tener cosas bonitas y caras; se dejó una costosa equipación para moto en el campamento y se había comprado un nuevo iPhone antes de desaparecer. También se la describe como de personalidad cariñosa y afectuosa, su amiga Chelsea Little dijo de ella que estaba siempre "dispuesta a regalarle la camisa" a alguien que la necesitase. Scott también disfrutaba actuando con y para sus amigos en divertidas producciones cortas de video amateur. Fue descrita como alguien que lo reuniría todo. También se dijo que se centró más en los aspectos sociales de la escuela y, aunque aprobaba las asignaturas no estaba demasiado interesada en lo académico.

### Estado civil
Maddy estaba soltera en el momento de su desaparición. Estaba en un par de páginas web de citas en ese momento. Había un chico en el que estuvo interesada durante algún tiempo que también estuvo en la fiesta del viernes por la noche durante un rato; él le dijo que "solo quería ser su amigo". Según Dawn, Maddy estaba un poco molesta por esto pero nada enfadada. No se sabe si hubo alguna investigación sobre el chico que le había interesado a Maddy. Había otro chico que estaba interesado en ella, pero según Dawn "ella no estaba interesada en él". Según Dawn los registros del teléfono móvil de Maddy indicaron que recibió una llamada entrante a las 12:30 a. m. del 28 de mayo de 2011, la noche de la fiesta, "de un chico joven que conocemos".

### Características físicas
En el momento de su desaparición, Maddy era una mujer caucásica de 20 años de edad, de entre 70 y 80 kg y 1,63 m de alto, con ojos color avellana y el cabello natural, color jengibre. Maddy llevaba numerosos pírsines en las orejas y un piercing en la nariz (un arete en la aleta izquierda). Hacía poco que se había hecho un tatuaje de la silueta de un pájaro con las alas desplegadas en el interior de su muñeca izquierda.

### Vehículo y objetos personales en el momento de la desaparición.

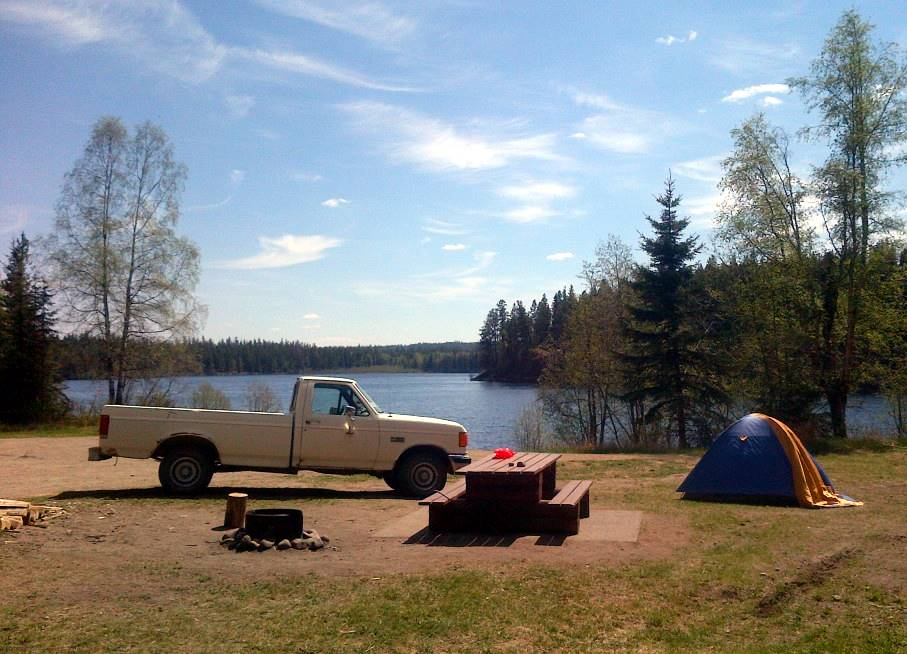
Recreación del campamento de Maddy.

Maddy fue a Hogsback Lake en su camioneta Ford F150 blanca de 1990 con su amiga Jordi Bolduc. Hubo una serie de artículos que Maddy llevó consigo al lago que quedaron dentro o alrededor del vehículo después de su desaparición. Muchos de estos artículos eran de valor. Los artículos encontrados alrededor de la camioneta después de su desaparición incluyeron una tienda de campaña azul de dos tonos, sacos de dormir, artículos de tocador y bisutería. Después de su desaparición, en la plataforma de la camioneta se encontraron un hacha, una hielera con vino y cerveza, una lata de gasolina llena y unas botas de moto. Los artículos encontrados dentro de su camioneta, que estaba cerrada con llave, incluían algo de ropa, su bolso y una cámara cara.
Se sabía que faltaban ciertos artículos en la escena. Entre esos artículos estaban la ropa que llevaba puesta, un iPhone 4 con su estuche y un llavero con numerosas llaves (con las llaves del Ford) en un cordón de estilo gótico.

### Fiesta del lago Hogback
Aparte de Jordi, Maddy era amiga de pocos en la fiesta. Pasando la mayor parte de su vida en Vanderhoof, Maddy asistió a la Escuela Secundaria del Valle de Nechako, donde conoció a Jordi Bolduc en 2007. Jordi era nueva en la escuela; ella y Maddy se hicieron amigas poco después de su llegada, aunque esta amistad se desvaneció cuando se graduaron en 2009. La fiesta era para celebrar un cumpleaños y fue organizada por un chico que también estuvo en Hogsback. La fiesta fue anunciada en Facebook. Se informó que asistieron a la fiesta alrededor de 50 personas.

### Geografía del lago Hogsback
El lago Hogsback es un lago de aproximadamente 128 acres de tamaño. Se encuentra a 26 km al sureste de Vanderhoof. El tipo de suelo en la zona está compuesto de arena principalmente, grava y arcilla, con un lecho de roca basáltica. Hay tres graveras a menos de 10 km del lago, Mapes Pit, Skye Pit y Hogsback Pit. El área es un mosaico de lagos, arroyos, pantanos, bosques y campos. La topografía se compone de colinas ligeramente onduladas. Aunque no hay ranchos a la vista del campamento del lago Hogsback, hay numerosos ranchos de propiedad privada en un kilómetro a la redonda del lago, algunos de ellos con casas y otras estructuras. Algunos de estos son ranchos ganaderos y no es raro ver caballos, vacas, ovejas y otro ganado cerca. El lago Hogsback en sí tiene 22 pies de profundidad.
Hay un solo retrete público a unos 50 pies (15 m) de donde Maddy estaba acampada, accesible a través de un terreno de grava. Dependiendo del clima, el paso puede ser ruidoso al caminar. Hay un total de 10 campings en el lago Hogsback, y se sabe que organizan fiestas de cientos de personas.

## Desaparición
Maddy había asistido a la fiesta con su amiga Jordi Bolduc la noche del 27 de mayo de 2011, pero se había retirado a su tienda de campaña antes de que estallara una pelea alrededor de la medianoche y Jordi, herida y borracha, se fue con su nuevo novio. Según Jordi, a pesar de que había tratado de convencer a Maddy de que se fuera con ellos, Maddy ya estaba en su saco de dormir y no quería levantarse, por lo que Jordi la dejó allí. Jordi regresó al campamento con su novio alrededor de las 8:30 de la mañana del día siguiente para buscar la ropa y el saco de dormir de Jordi antes de irse a su trabajo. Jordi encontró la tienda de Maddy abierta con sus sacos de dormir y las cosas retiradas a un lado. Jordi dijo que no vio a Maddy y que nunca dijo nada de esto a nadie.

### Registros del teléfono móvil
Maddy y Dawn se enviaron mensajes de texto a las 11:30 p. m. del viernes 27 de mayo de 2011. Y la última actividad en su teléfono fue alrededor de las 12:30 a. m. del sábado 28 de mayo de 2011, cuando, según Dawn, "hubo una llamada entrante de un chico que conocemos". La RPMC recuperó los registros de los teléfonos móviles, incluidos los pings de la torre. No hubo registro de ninguna llamada entrante al teléfono después de esta. Y el teléfono celular dejó de conectarse a la torre alrededor de las 8 de la mañana del 28 de mayo de 2011.

### Cronología de Maddy
| Nota | comienzo                  | Final                     |
| --- | ------------------------- | ------------------------- |
| Fue al lago Hogsback con su amiga Jordi. Reunieron un poco de leña. Según la página del evento de Facebook, comienza la fiesta de cumpleaños de Garrett en Hogsback Lake. | 20:00, 27 de mayo de 2011 | 20:30, 27 de mayo de 2011 |
| Al darse cuenta de que la tienda no era del tamaño correcto y que no tenía estacas, Maddy regresó a su casa para recoger una tienda más grande y estacas. Maddy habló brevemente con Dawn. | 20:30, 27 de mayo de 2011 | 21:30, 27 de mayo de 2011 |
| Maddy regresa a Hogsback. Monta la tienda y se instala en ella para pasar la noche. | 21:30, 27 de mayo de 2011 | 22:00, 27 de mayo de 2011 |
| Maddy pasa la noche en su tienda mientras la gente va llegando a la fiesta y la fiesta continúa afuera. | 22:00, 27 de mayo de 2011 | 23:30, 27 de mayo de 2011 |
| Maddy tiene una conversación telefónica por escrito con su madre. Según los testigos, Maddy todavía estaba en la tienda. | 23:00, 27 de mayo de 2011 | 00:30, 28 de mayo de 2011 |
| Maddy recibe una llamada entrante. Según Dawn, la llamada fue de "un chico joven que conocemos". | 00:30, 28 de mayo de 2011 | 00:30, 28 de mayo de 2011 |
| Maddy todavía está en la tienda cuando Jordi le pide a Maddy que se vaya con ella y el novio de Jordi. Maddy no quiso irse con Jordi. Maddy se quedó en su tienda. | 00:30, 28 de mayo de 2011 | 01:40, 28 de mayo de 2011 |
| Maddy todavía estaba en la tienda cuando algunas personas de la fiesta le preguntaron si quería irse con ellos. La gente se fue de la fiesta en grupos. Maddy se quedó en su tienda. | 01:40, 28 de mayo de 2011 | 03:00, 28 de mayo de 2011 |
| Maddy desaparece. | 03:00, 28 de mayo de 2011 | 08:30, 28 de mayo de 2011 |
| Jordi regresó a Hogsback para recoger su saco de dormir y su ropa, descubrió la tienda de Maddy abierta y su saco de dormir echado a un lado. Jordi no vio a Maddy. | 08:30, 28 de mayo de 2011 | 08:30, 28 de mayo de 2011 |
| El anfitrión de la fiesta informó que vio la tienda de Maddy cuando fue a limpiar después de la fiesta, como era su costumbre. Vio que su tienda estaba cerrada, pero no la revisó porque pensó que estaba durmiendo. | 10:30, 28 de mayo de 2011 | 10:30, 28 de mayo de 2011 |
| El sábado por la noche hubo una fiesta más grande. Esta fiesta contó con la asistencia de aproximadamente 150 personas. | 28 de mayo de 2011        | 29 de mayo de 2011        |
| Maddy fue reportada como desaparecida a la RPMC poco después del mediodía del domingo. Sus padres, entendiendo su independencia pero preocupados de que no hubieran sabido nada de ella en casi dos días, fueron a buscarla y encontraron su tienda derrumbada y su camioneta cerrada y abandonada. Le preguntaron a un amigo que estaba acampando cerca si había visto a Maddy y este les dijo que no. Dawn llamó a la RPMC poco después de llegar a Hogsback e informó de la desaparición. | 12:30 29 de mayo de 2011  | 12:30 29 de mayo de 2011  |

### Segunda fiesta
Una segunda fiesta tuvo lugar en la noche del sábado 28 de mayo de 2011 que fue más del doble del tamaño de la fiesta en la que Maddy desapareció. La hermana de Maddy estaba en la segunda fiesta, pero no vio a Maddy allí y no quiso informar que estaba en la fiesta porque era menor de edad y no quería meterse en problemas. La tienda de Maddy fue pisoteada en la segunda fiesta y la persona que la aplastó fue identificada e interrogada por la RPMC, y nada se informó al público con respecto a motivos sospechosos.

## Investigación
La investigación tras la desaparición de Maddy Scott utilizó más herramientas de investigación que ningún otro caso en la historia de la Columbia Británica. La policía declaró que había interrogado a todos los asistentes a la fiesta la noche del 27 de mayo de 2011, e informó que no tenían razones para creer que alguien de la fiesta fuese responsable de su desaparición. La policía también informó de que todos cooperaron en las pruebas de polígrafo. La mayoría de los asistentes a la fiesta con 150 personas el sábado por la noche también se sometieron al polígrafo. Jordi Bolduc informó que ella hizo la prueba varias veces y que al menos una de esas veces le dijeron que "había ido bien". Una cosa a destacar sobre las pruebas de polígrafo es que en Canadá los resultados de las pruebas de polígrafo no son realmente admisibles como prueba en un tribunal penal, por lo que queda la pregunta de para qué la RPMC utilizó realmente los polígrafos. Es posible que las pruebas se utilizasen para presionar a los sujetos interrogados, con el fin de obtener una confesión.
La policía recogió y examinó todas las pertenencias de Maddy que había en el campamento, como su camioneta, tienda, saco de dormir y almohada. La policía también recogió el saco de dormir, la almohada y la funda de almohada de Jordi, aunque Jordi los recogió el sábado por la mañana después de la fiesta. Jordi había lavado su funda de almohada pero no su saco de dormir. La policía encontró sangre en el saco de dormir de Jordi, que se determinó que provenía del tobillo de Jordi. Jordi fue interrogada sobre esta sangre y todo quedó aclarado después de saberse que provenía de cuando estuvo en un viaje escolar años antes.
La familia Scott también contrató a un investigador privado que hizo su propio interrogatorio a Jordi Bolduc. Dijo a los Scott que Jordi seguía pidiendo que le devolvieran su "almohada favorita".
El sargento Floyd, de la RPMC, declaró "no hemos identificado a nadie que tenga rencor o haya tenido alguna razón para dañar o causar la desaparición de Madison". También declaró que no había signos de lucha. La RPMC cree que había juego sucio.

## Búsqueda
Se buscó extensamente en la zona del lago Hogsback, incluyendo el lago, los arroyos, los campos, los pantanos y los bosques que rodean el lago. El lago Hogsback es un lago de unos 128 acres de tamaño y 22 pies de profundidad, con agua clara (visibilidad de más de 10 pies). Se registró la zona a pie, en quad, a caballo, en helicóptero, y por submarinistas, con perros especialistas, en barco, en coche y en camión. Hubo una búsqueda particularmente extensa los primeros días de la desaparición, con equipos de búsqueda que buscaban en largas filas, mano sobre mano, con perros especialistas en buscar cadáveres y equipos de buceo recorriendo el lago. La búsqueda por helicóptero incluyó el uso de cámaras de infrarrojos en las primeras horas de la mañana, ya que el suelo estaba fresco y se detectaba el calor corporal. La búsqueda en helicóptero cubrió una zona entre el Lago Fraser y la Isla Pierre. La búsqueda en barco se hizo usando un sonar de barrido lateral.

## Sensibilización

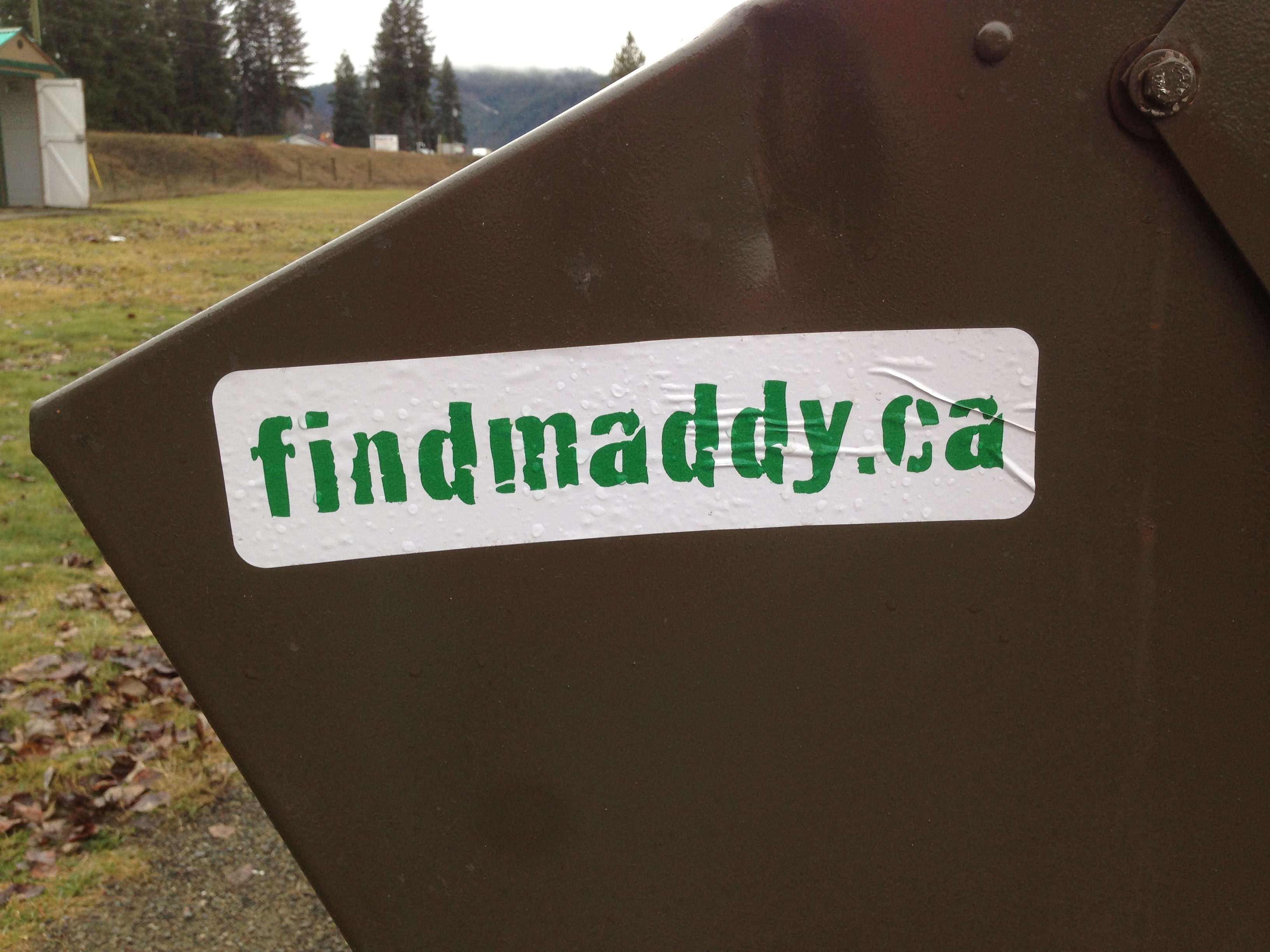
Pegatina para el parachoques, sensibilizando sobre la desaparición de Maddy Scott.

La familia y amigos de Maddy organizaron una campaña de sensibilización con la distribución masiva de carteles, pegatinas y letreros por la región, la campaña de sensibilización buscaba distribuir información sobre Maddy, sobre el hecho de que estaba desaparecida y a quién contactar si se tenía alguna información. Finalmente, se anunció una recompensa de 100,000 $ para cualquiera que compartiera información que dirigiera al arresto de quien se llevó a Maddy. La familia y los amigos de Maddy organizaron un juego anual de póker para crear conciencia, que ha sido un evento emblemático en un esfuerzo por mantener el recuerdo fresco en la mente de la gente. Y también hubo una serie de documentales, que incluyen un episodio de 48 horas (dedicado casi exclusivamente a Maddy), un documental producido por el director escocés Steven F. Scouller, blogs, videoblogs y un video de "Crime Stoppers" sobre la desaparición de Maddy Scott

## Teorías
Se barajaron numerosas teorías sobre lo que le sucedió a Maddy. A juzgar por su personalidad descrita por amigos y familiares, y por cómo vivía con sus padres, es muy poco probable que se escapara. Además, como no había pruebas de nada que la hiciera salir del campamento por su cuenta, como un pinchazo, la policía consideraba poco probable que se fuera por su cuenta. También se ha considerado la posibilidad de que se hubiera producido el ataque de un animal y numerosas personas incluso informaron de que habían visto un gran puma en la zona poco después de su desaparición. Sin embargo, la teoría del ataque animal no ha sido tenida en cuenta debido a la falta de restos o signos de lucha.
Muchas personas también sugirieron que podría estar en el lago, sin embargo, esta teoría ha demostrado ser altamente improbable ya que un equipo de buzos profesionales exploraron el lago y no encontraron nada. Además, los perros especialistas en detectar cadáveres buscaron en el perímetro del lago durante las primeras etapas de la búsqueda y no encontraron nada. El lago es bastante pequeño con 128 acres y tiene solo 22 pies de profundidad y el agua está bastante clara, por lo que no es difícil de explorar.

### Juego sucio
La RPMC cree que hubo juego sucio en la desaparición de Maddy Scott. La RPMC también declaró que no había señales de lucha. También se informó que, aparte de la ropa que llevaba puesta, los únicos dos elementos suyos faltantes eran el iPhone 4 y un gran llavero, con la llave de la camioneta Ford, en un cordón de estilo gótico.
No se sabe exactamente cómo se fue. Sin embargo, Rick Beatty de Vanderhoof Search and Rescue, dijo que, al igual que la RPMC, muchas personas que asistieron a la búsqueda llegaron a la conclusión de que debía haberse ido en un vehículo porque no había pruebas que indicaran que se había ido a pie.
Como no había señales de lucha y Maddy pudo recoger sus llaves y su teléfono móvil antes de irse, esto implica que Maddy se fue por su propia voluntad.

#### Amigos o asociados
Dawn mencionó que había un chico en el que Maddy estuvo interesada románticamente durante algún tiempo y que también estuvo un rato en la fiesta. Dawn dijo que Maddy le había dicho que él no estaba interesado y le había dicho a Maddy que "solo quería ser su amigo". Todavía no es de conocimiento público si se ha investigado a ese hombre.
Otra persona sospechosa era el chico que estaba interesado en Maddy y que estaba enojado en privado porque ella no estaba interesada en él, y dado que Maddy no estaba interesada en este chico, habría tenido más dificultades para llevarse a Maddy sin luchar que el hombre en el que Maddy estaba interesada.
Muchas personas han señalado que Jordyi Bolduc tiene algún tipo de participación en la desaparición de Maddy y, dado que se suponía que Jordi pasaría la noche con Maddy, es natural sospechar de Jordi. Sin embargo, Jordi realizó numerosas pruebas de polígrafo y, según su propio testimonio, "lo superó". Además de esto, dado que Jordi se fue de la fiesta con su nuevo novio Tyler, en ese momento habría tenido que encontrar una manera de regresar al campamento sin ser notada o ayudarse de otra persona para llevarse a Maddy. Es poco probable que Jordi haya participado en la desaparición, sin embargo, aún no es de conocimiento público si se ha investigado a su nuevo novio Tyler.
Otro rumor sugirió que Fribjon Bjornson pudo haber estado involucrado de alguna manera en la desaparición de Maddy. El rumor comenzó después de que Jordi Bolduc fue entrevistada en un programa y dijo que Maddy y Fribjón estaban relacionados y que él era "una persona no confiable". El rumor sugiere que la desaparición de Maddy y la muerte de Fribjon están relacionadas. Maddy y Fribjon jugaron en el mismo equipo de softball durante un tiempo, sin embargo, la policía investigó a Fribjon y su posible relación con la desaparición de Maddy; y la policía y la familia de la víctima no creen que haya vínculos significativos entre los dos casos. Fribjon, de 28 años con dos hijos de relaciones anteriores, antecedentes de drogadicción y que trabajaba como operario de una máquina procesadora de troncos en una empresa maderera local, fue asesinado en enero de 2012 por su proveedor de droga y sus cómplices.

#### Desconocido
Se ha propuesto que un extraño que no estuvo en la fiesta pudo haberse llevado a Maddy. Teniendo en cuenta la lejanía del lago Hogsback y el momento de la desaparición de Maddy, esta teoría es menos probable que si el secuestrador hubiese estado en la fiesta. Jordi Bolduc sí declaró que había algunas personas que llegaron más tarde a la fiesta y que ella no conocía. Según el FBI, los secuestros extraños en los que hay involucradas mujeres en su mayoría están motivados por agresiones sexuales y también en ellos se suele utilizar un arma de fuego. Sin embargo, dado que a Maddy se le permitió tomar sus llaves y su teléfono móvil, no es probable que fuera secuestrada a punta de pistola; es más probable que se fuese voluntariamente.

##### Israel Keyes
Se ha propuesto que Israel Keyes esté relacionado con la desaparición de Maddy, sin embargo, el modus operandi de Keyes generalmente incluía el robo de sus víctimas; no se sabía de que se hubiese robado nada del campamento de Maddy. Se dejaron a la vista múltiples elementos de valor en el campamento como una cartera, una cámara, gasolina, equipo costoso para motocicleta y licores; esto es contrario al modus operandi de Keyes de robar a sus víctimas. El lago Hogsback está a 33 horas en auto directo desde Anchorage, Alaska, donde vivía Keyes, y en un país diferente; haciendo que ese viaje sea bastante inconveniente para Israel. Sin embargo, unos días después de la desaparición de Maddy, el 2 de junio de 2011, se sabía que Keyes había volado desde Alaska a Chicago, alquiló un automóvil y condujo casi 1,000 millas a Vermont con la intención de cometer un asesinato. E incluso sin una víctima específica en mente, Keyes terminó cometiendo el doble homicidio de Bill y Lorraine Currier, cuyos cuerpos no han sido encontrados. Se sabía que Keyes era un oportunista, eligiendo a algunas víctimas porque estaban en un lugar elegido por Keyes de antemano, eligiendo a algunas víctimas por lo improbable que sería que las relacionaran con él y aún eligiendo a otras víctimas en función de lo fácil que sería para él transportar su cuerpo. Keyes dijo en una cinta sobre su modo de operar: "Dejaría que mis víctimas vinieran a mí ... en algún lugar remoto". La última víctima conocida de Keyes, Samantha Koenig, fue secuestrada a punta de pistola desde detrás de un mostrador de una cafetería en Anchorage, donde vivía Keyes, en marzo de 2012; esto es contrario a su afirmación de que dejaría que sus víctimas acudieran a él en áreas remotas.

#### Autopista de las lágrimas
Algunos han sugerido que Maddy desapareció como parte de los casos de la Autopista de las Lágrimas. Sin embargo, por razones desconocidas, la familia ha luchado mucho para mantener su nombre fuera de la lista. Al menos dos desapariciones a lo largo del corredor de la Autopista de las Lágrimas ocurrieron en circunstancias similares, ya que las mujeres desaparecieron y los artículos de valor quedaron en el lugar o tenían algunas características similares. Estas mujeres fueron Bonnie Marie Joseph y Anita Florence Thorne. La billetera de Joseph fue encontrada con un cheque sin cobrar cerca de un lago cerca del lago Fraser. Joseph fue vista por última vez haciendo autostop afuera de Vanderhoof. Y el bolso de Thorne quedó en su auto y su teléfono móvil y las llaves estaban entre las cosas que desaparecieron con ella. Anita Thorne desapareció en Prince George y su automóvil fue descubierto cerca del desvío Shelly en las afueras de Prince George. También se describió a Thorne como alguien que "le daría la camisa a quien la necesitase" de forma similar a como describieron sus amigos a Maddy.

### Accidente
También se ha sugerido que la desaparición de Maddy fue el resultado de una desgracia, probablemente lejos del campamento de Hogsback Lake. Aunque un accidente es una teoría sobre su desaparición que es reconocida por la gente, y hubo alcohol y peleas en la fiesta la noche de su desaparición, la gente en realidad no cree que la desaparición de Maddy fuese un accidente.

## Hallazgo de los restos
Los restos de Maddy Scott fueron descubiertos e identificados en mayo de 2023 enterrados en una propiedad rural a varios kilómetros al este del Lago Hogsback. Se llevó a cabo una vigilia en su memoria el 3 de junio de 2023 en la escuela secundaria Nechako Valley, a la que asistieron dos mil personas.